# ساریا دو تر
ساریا دو تر (به اسپانیایی: Sarriá de Ter) یک منطقهٔ مسکونی در اسپانیا است که در ژیرونس واقع شده‌است. ساریا دو تر ۴٫۲ کیلومتر مربع مساحت دارد.

## خواهرخوانده
شهر اگواکاتان خواهرخواندهٔ ساریا دو تر هست.